# Gösta Weiborn
Bror Gösta Weiborn, född 17 maj 1910 i Skövde, död 8 januari 1999 i Malmö, var en svensk maskiningenjör.
Weiborn, som var son till regementsskräddare Sven Karlson och Frida Svensson, avlade studentexamen 1928, utexaminerades från Kungliga Tekniska högskolan 1932 och genomgick arbetsledarkurs vid Arbetsledareinstitutet 1933. Han blev försäljningsingenjör vid AB Atlas Diesel i Stockholm 1934, anställdes vid Statens Järnvägar 1935, blev maskiningenjör vid Statens Järnvägar i Ystad 1943 och vid Statens Järnvägar i Malmö 1954. Han innehade diverse kommittéuppdrag vid Statens Järnvägar 1938–1950 och var kyrkvärd i Kirsebergs församling från 1964.